# Durrenjauratj
Durrenjauratj är en sjö i Vilhelmina kommun i Lappland och ingår i Ångermanälvens huvudavrinningsområde. Sjön har en area på 0,0782 kvadratkilometer och ligger 898,3 meter över havet. Durrenjauratj ligger i Daune Natura 2000-område.

## Delavrinningsområde
Durrenjauratj ingår i det delavrinningsområde (723909-147420) som SMHI kallar för Mynnar i Bäverbäcken. Medelhöjden är 834 meter över havet och ytan är 13,31 kvadratkilometer. Det finns inga avrinningsområden uppströms utan avrinningsområdet är högsta punkten. Vattendraget som avvattnar avrinningsområdet har biflödesordning 4, vilket innebär att vattnet flödar genom totalt 4 vattendrag innan det når havet efter 430 kilometer. Avrinningsområdet består mestadels av skog (60 procent) och kalfjäll (40 procent). Avrinningsområdet har 0,08 kvadratkilometer vattenytor vilket ger det en sjöprocent på 0,6 procent.